# مناطق يسيطر عليها الفوتون
مناطق التفكك الضوئي(بالإنجليزية: Photodissociation region)‏ (أو المناطق التي يسيطر عليها الفوتون) هي مناطق محايدة سائدة في الوسط بين النجوم حيث تؤثر فوتونات الأشعة فوق البنفسجية البعيدة بقوة على كيمياء الغاز وتعمل كمصدر للحرارة أكثر أهمية مناطق التفكك الضوئي تحدث في أي منطقة تكون فيها الغازات بين النجوم كثيفة وباردة بما فيه الكفاية لتبقى محايدة، ولكن لديها كثافة منخفضة جدا لمنع تغلغل فوتونات الأشعة فوق البنفسجية البعيدة من النجوم الضخمة. وهناك مثال نموذجي ومدروس جيدا هو الغاز عند حدود السحب الجزيئية العملاقة. ترتبط مناطق التفكك الضوئي أيضا مع مناطق الهيدروجين II ومناطق سدم الانعكاس، نوىات المجرات النشطة، ومناطق السدم الكوكبية